# Kopieerbeveiliging
Een kopieerbeveiliging is een poging om de reproductie van software, films, muziek en andere media te voorkomen, meestal vanwege auteursrechtelijke redenen.
Er zijn in de loop der jaren verschillende methoden ontwikkeld om reproductie te voorkomen, zodat bedrijven kunnen profiteren van elke geautoriseerde kopie van hun product. Het ongeautoriseerd kopiëren en distribueren zorgt voor verloren inkomsten en wordt verondersteld invloed te hebben op de inkomsten in de muziek- en computerspelindustrie.
Sommige methoden van kopieerbeveiliging hebben ook geleid tot kritiek omdat het ongemak voor eerlijke consumenten heeft veroorzaakt, of het heeft in het geheim extra of ongewenste software geïnstalleerd om kopieeractiviteiten op de computer van de consument te herkennen.
Een kopieerbeveiliging kan worden aangetroffen op videobanden, dvd's, computer- en spelsoftware, audio-cd's, sommige video-cd's, e-books, drukwerk en digitale foto's.

## Terminologie
De term kopieerbeveiliging is vaak gerelateerd aan met het concept van digitaal rechtenbeheer (DRM). Digitaal rechtenbeheer is een algemenere term omdat het allerlei soorten beheer van werken omvat, inclusief kopieerbeperkingen. Kopieerbeveiliging kan maatregelen omvatten die niet digitaal zijn. Een passender term kan "technologische beschermingsmaatregelen" (TBM) zijn, die vaak wordt gedefinieerd als het gebruik van technologische hulpmiddelen om het gebruik of de toegang tot een werk te beperken.

## Zakelijk opzicht
Bedrijven publiceren hun werken met een kopieerbeveiliging omdat zij geloven dat de kosten die dit met zich meebrengt lager zullen zijn dan de misgelopen inkomsten wanneer consumenten het product ongeautoriseerd kopiëren. De techniek zou volgens tegenstanders ook voor problemen zorgen. De gekochte muziek of film zou niet op alle apparaten afgespeeld kunnen worden, en mogelijk onbruikbaar als de licentie beschadigd raakt. Ook de Nederlandse Consumentenbond gaf in 2006 aan dat de muziek- en filmindustrie geen gebrekkige producten op de markt mag brengen. Dit zou een toevlucht naar illegaal materiaal aanmoedigen.
Er zijn ook bedrijven die de kopieerbeveiliging afschaffen omdat het niet of niet goed werkt. In 2007 deed platenmaatschappij Universal Music een proef door een groot deel van haar muziek zonder kopieerbeveiliging te gaan verkopen. Ook Apple schafte de beveiliging in 2009 af voor muziek in de iTunes Store.

## Technische uitdaging
Vanuit een technisch opzicht lijkt het theoretisch onmogelijk om gebruikers te verhinderen kopieën te maken van hun product, zolang er een schrijfapparaat is dat een nieuwe kopie kan schrijven. Elk type medium heeft een afspeelapparaat nodig, zoals een cd-speler, dvd-speler, videorecorder, computer of spelconsole. Deze speler moet de media kunnen lezen om het vervolgens om te zetten naar (audio)visuele vorm. Logisch gezien kan er zo een apparaat worden gemaakt die de media leest, en dan wegschrijft naar hetzelfde type medium.
Aangezien alle media uiteindelijk kunnen worden gekopieerd met voldoende tijd en middelen is de kopieerbeveiliging daarom niet bedoeld om ongeoorloofde massaduplicatie van media te stoppen, maar eerder om het incidentele kopiëren te stoppen.

## Rechtszaken
In 2005 kwam Sony Music in het nieuws vanwege de implementatie van een illegale en schadelijke kopieerbeveiliging op circa 22 miljoen cd's. Wanneer de cd in een computer werd gestopt, installeerde deze twee vormen van DRM, zelfs wanneer de gebruiker de licentieovereenkomst annuleerde. Deze rootkit is onzichtbaar en zeer moeilijk te verwijderen van de computer. Ook stuurde de software in het geheim informatie naar Sony.
Initieel ontkende Sony dat de rootkit schadelijk was. Later bracht het een reparatieprogramma uit om de software te verwijderen, maar dit bleek weer nieuwe veiligheidslekken te veroorzaken. Na publieke verontwaardiging en protest volgde een collectieve rechtszaak in 2005 en 2006. Sony schikte deels met consumenten, riep 10% van de betrokken cd's terug, en schortte de kopieerbeveiliging begin 2007 op.
Ook bij spelontwikkelaar EA leidde het tot een rechtszaak vanwege het gebruik van een kopieerbeveiliging. Tijdens de installatie van bepaalde spellen zoals De Sims-serie en Spore werd software onaangekondigd geïnstalleerd die het systeem vertraagt en instabiel maakt.